# Philip Gilbert Hamerton
Philip Gilbert Hamerton (Shaw and Crompton, 1834-Boulogne-sur-Seine, 1894) fue un crítico de arte, ensayista, novelista y pintor inglés.

## Biografía
Nació en Laneside, cerca de Shaw, en las proximidades de Oldham, el 10 de septiembre de 1834. Su madre murió en el parto y su padre murió diez años después. Su primera obra literaria fue un volumen de poesía, que no tuvo éxito. Pasó a dedicarse por completo a la pintura de paisajes, en las Tierras Altas, donde alquiló la isla de Inistrynich, en la que se estableció con su esposa, la francesa Eugénie Gindriez, en 1858.
Tras al parecer verse más con más talento para la crítica de arte que para la pintura, decidió mudarse a Francia con parientes de su mujer y allí produjo su Painter’s Camp in the Highlands (1863), que obtuvo éxito. A esta obra seguiría su Etching and Etchers (1866). El siguiente año publicó Contemporary French Painters y en 1868 una continuación, titulada Painting in France after the Decline of Classicism. Obtuvo el empleo de crítico de arte para la revista Saturday Review, que sin embargo no retuvo mucho tiempo. Procedió en 1870 a fundar una publicación periódica de arte propia The Portfolio, mensual, en la que cada número consistía en una monografía sobre algún artista o grupo de artistas, frecuentemente escrita por él. También publicó The Intellectual Life (1873), quizás la más conocida de sus obras, Round my House (1876) y Modern Frenchman (1879), de género biográfico, además de escribir las novelas Wenderholme (1870) y Marmorne (1878). En 1884 publicó Human Intercourse, un tomo de ensayos, y poco después comenzó a escribir su autobiografía. En 1882 publicó The Graphic Arts y tres años después Landscape. Sus últimos libros fueron Portfolio Papers (1889) y French and English (1889).
En 1891 se trasladó a la periferia de París. Falleció repentinamente el 4 de noviembre de 1894 en Boulogne. En 1896 se publicó Philip Gilbert Hamerton: an Autobiography, 1834-1858; and a Memoir by his Wife, 1858-1894.